# Серебрякова, Зинаида Евгеньевна
Зинаи́да Евге́ньевна Серебряко́ва (девичья фамилия Лансере́; 28 ноября [10 декабря] 1884, Нескучное, Белгородский уезд, Курская губерния, Российская империя — 19 сентября 1967, Париж, Франция) — русская и французская художница, участница объединения «Мир искусства», одна из первых русских женщин, вошедших в историю живописи. Ученица Осипа Браза.

## Биография

### Семья
Родилась 10 декабря 1884 года. В автобиографии, написанной в ответ на письмо старшей научной сотрудницы Третьяковской галереи Олимпиады Алексеевны Живовой, указала датой рождения 12 декабря, что не соответствует документально подтверждённым фактам и другим автобиографиям.
Детство провела в имении Нескучное, в одной из наиболее прославленных искусством семей Бенуа-Лансере. Её дед, Николай Бенуа, был архитектором, отец Евгений Лансере — скульптором-анималистом, а мать Екатерина Николаевна (1850—1933, дочь архитектора Николая Бенуа, сестра архитектора Леонтия Бенуа и художника Александра Бенуа) в молодости была художницей-графиком. Надежда Леонтьевна Бенуа (в замужестве Устинова), двоюродная сестра Зинаиды, была матерью британского актёра и писателя Питера Устинова — таким образом, он приходился Зинаиде двоюродным племянником.
Муж — Борис Анатольевич Серебряков, приходившийся Зинаиде двоюродным братом. Дети:
1. Серебряков, Евгений Борисович (1906, Нескучное — 1990, Ленинград). Архитектор, реставратор. После 1945 года участвовал в восстановлении архитектурных памятников Петергофа[3].
2. Серебряков, Александр Борисович (1907, Нескучное — 1995, Париж). Работал над оформлением интерьеров музеев, магазинов, особняков, парковых павильонов; исполнял декоративные панно, монументальные росписи[4].
3. Серебрякова, Татьяна Борисовна (1912—1989, Москва). Театральный художник. Заслуженный художник РСФСР[5].
4. Серебрякова, Екатерина Борисовна (1913, Нескучное — 2014, Париж)[6], художница, член-основатель и почётный президент Фонда Зинаиды Серебряковой (Франция).

Картины Серебряковой с членами её семьи
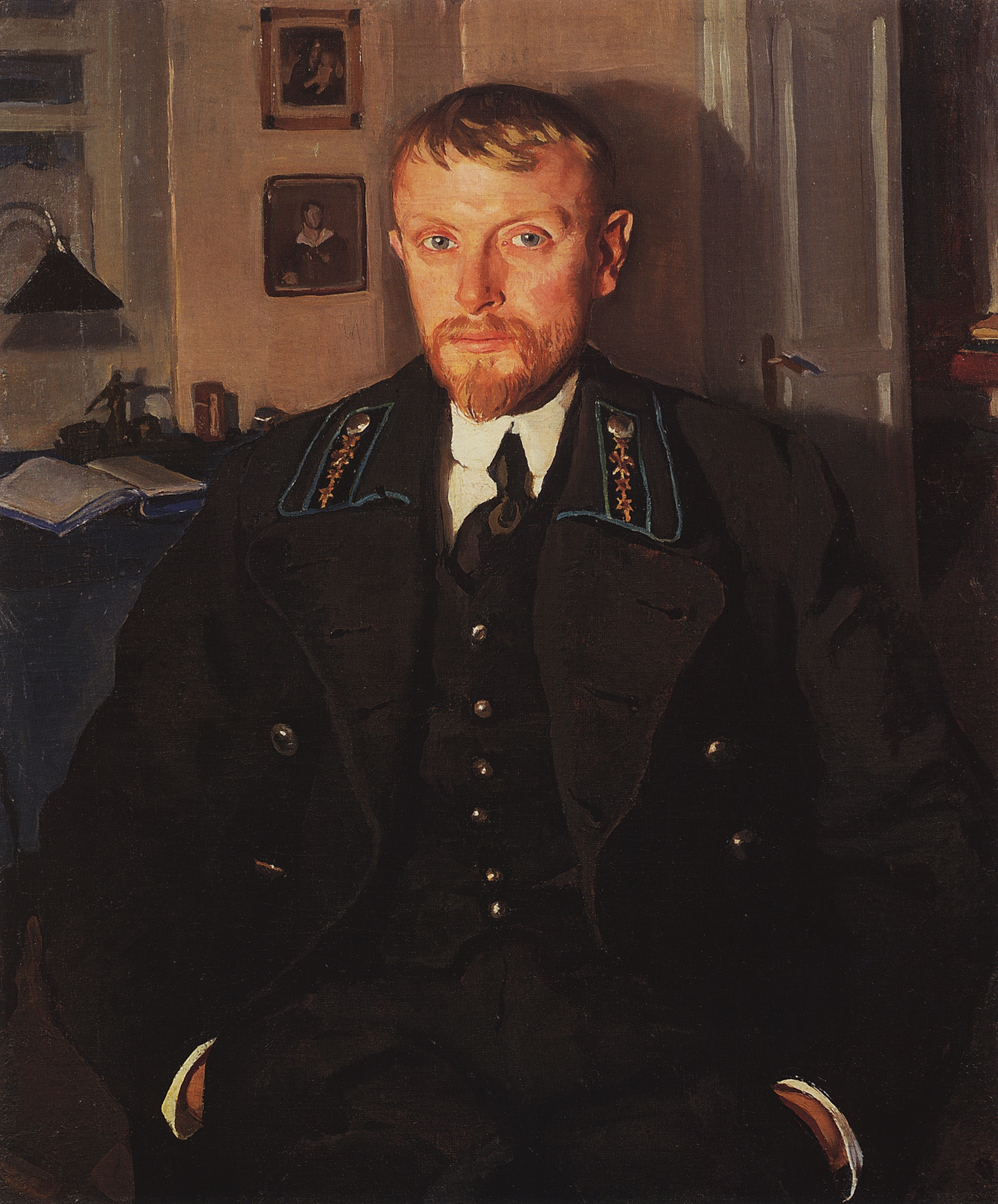
Портрет Б. А. Серебрякова. 1913
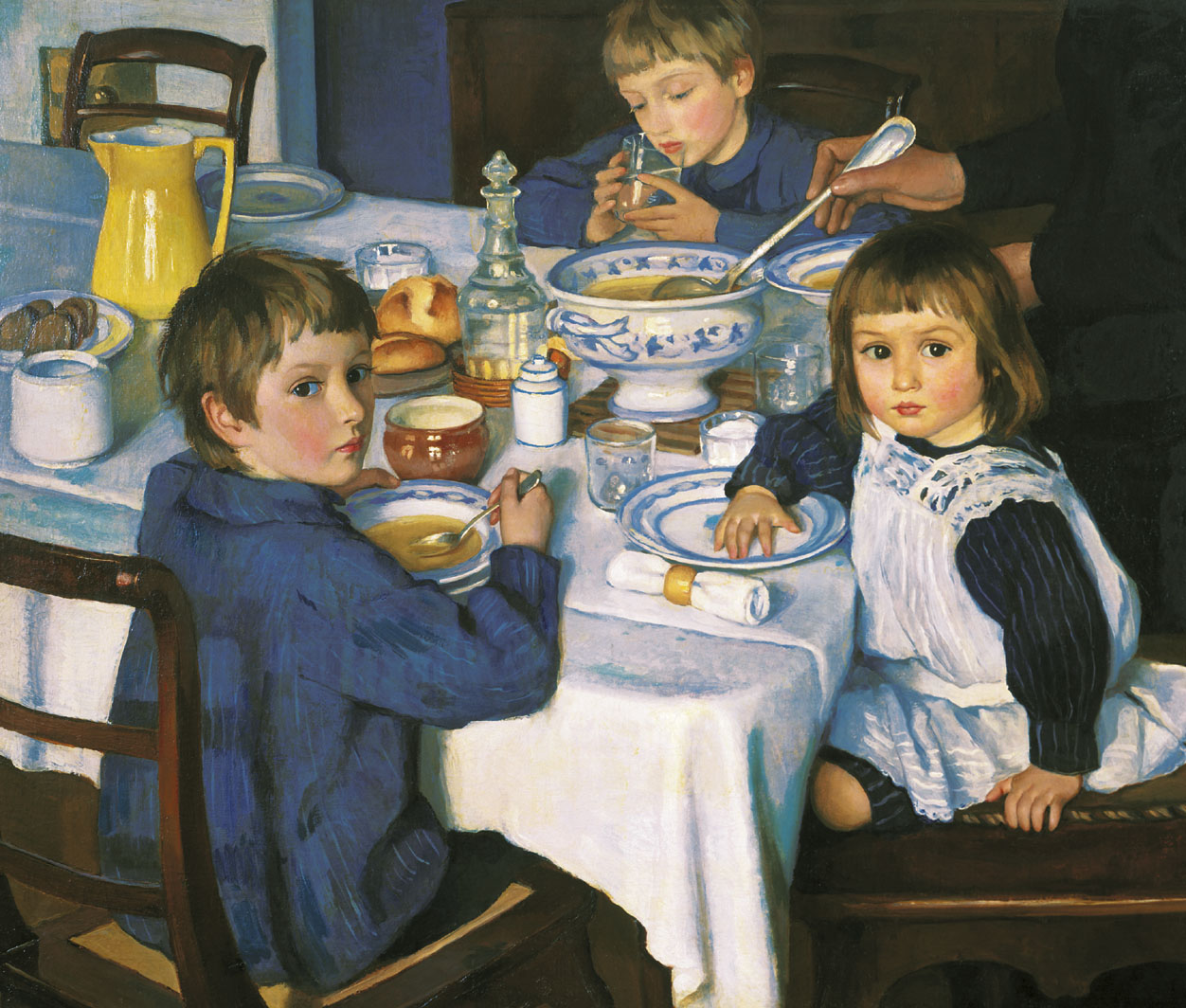
«За завтраком». 1914

### Молодость
В 1886 году после смерти отца Зинаиды, Евгения Лансере, семья была вынуждена вернуться в Санкт-Петербург. В Петербурге в 1900 году Серебрякова окончила женскую гимназию и поступила в художественную школу, основанную княгиней Марией Тенишевой. В 1903—1905 годах была ученицей художника-портретиста Осипа Браза. В 1902—1903 годах путешествовала по Италии. В 1905—1906 годах занималась в Академии де ла Гранд Шомьер в Париже.
В 1905 году вышла замуж за студента и своего кузена Бориса Серебрякова. Церковью не поощрялись браки близких родственников, к тому же Зинаида — римско-католического вероисповедания, а Борис — православного. После долгих мытарств, поездок в Белгород и Харьков к духовным властям препятствия удалось устранить, и 9 сентября 1905 года Зина и Борис обвенчались в семейной церкви в Нескучном.

Там же, в Нескучном, Зинаида встретила свою судьбу. На противоположном берегу реки Муромки жили на собственном хуторе Серебряковы — мать семейства, Зинаида Александровна, была родной сестрой отца Зины. Её дети росли вместе с детьми Лансере, и нет ничего удивительного, что Борис Серебряков и Зина Лансере полюбили друг друга ещё детьми. Они давно договорились пожениться, и родители с обеих сторон не возражали против выбора детей, но были и другие трудности: Лансере и Бенуа традиционно придерживались католического вероисповедания — в их жилах текла французская кровь (первый Бенуа бежал в Россию от Французской революции, предок Лансере остался после войны 1812 года), лишь немного разбавленная итальянской и немецкой, а Серебряковы были православными. К тому же Зина и Борис были двоюродными братом и сестрой, а обе религии не одобряли столь близкородственных браков. Понадобилось много времени и ещё больше хлопот с церковными властями, чтобы влюблённые добились разрешения на брак. — Звёзды эпохи. Зинаида Серебрякова

### Дореволюционные годы

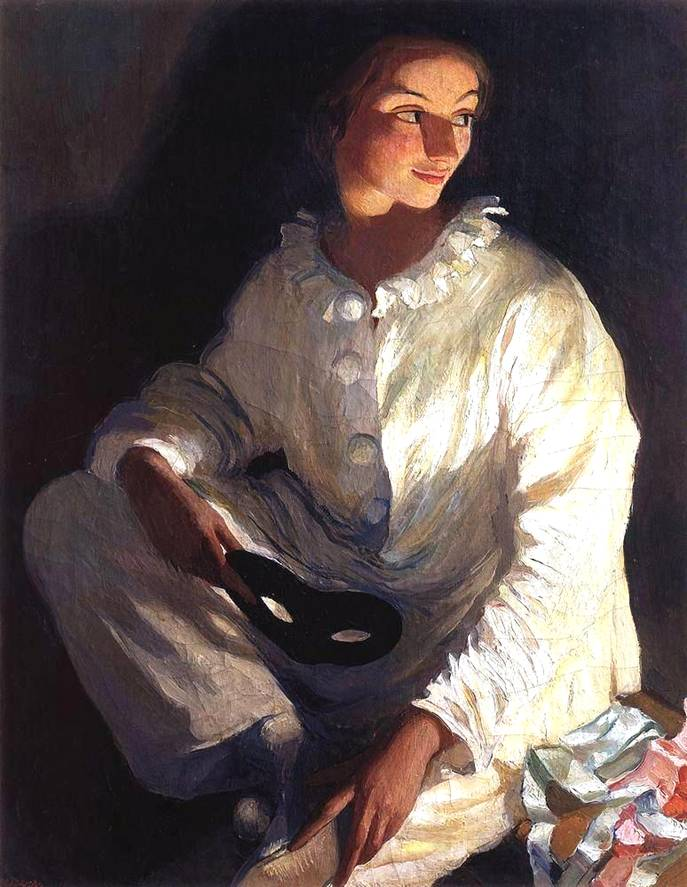
Автопортрет в костюме Пьеро, 1911. Одесский национальный художественный музей

Как художница сформировалась в Санкт-Петербурге. Исследователи подчёркивали влияние «пушкинской и блоковской муз» на Серебрякову.
Со времён ученичества старалась выразить свою любовь к красоте мира. Её ранние работы — «Крестьянская девушка» (1906, Русский музей) и «Сад в цвету» (1908, частное собрание) — рассказывают о поисках и остром ощущении красоты русской земли.
Широкую известность принёс Серебряковой автопортрет («За туалетом», 1909, Третьяковская галерея), впервые показанный на большой выставке «Мир искусства» в 1910 году. За автопортретом последовали «Купальщица» (1911, Русский музей), портрет Е. К. Лансере (1911, частное собрание) и портрет матери художницы «Екатерина Лансере» (1912, Русский музей) — зрелые работы и твёрдые по композиции. В 1911 году вступила в общество «Мир искусства», но отличалась от остальных членов группы любовью к простым сюжетам, гармонией, пластичностью и обобщениями в своих полотнах.
В 1914—1917 годах творчество Серебряковой переживало период расцвета. В эти годы она писала серию картин на темы народной жизни, крестьянской работы и русской деревни: «Крестьяне» (1914—1915, Русский музей), «Жатва» (1915, Одесский художественный музей) и другие. Наиболее важной из этих работ стала «Беление холста» (1917, Третьяковская галерея). Фигуры крестьянок, запечатлённые на фоне неба, приобретают монументальность, подчёркнутую низкой линией горизонта.
Многие картины Серебряковой создавались в её мастерской в семейном имении Нескучное. Там у неё часто гостили Константин Сомов, Сергей Рахманинов, Сергей Прокофьев, Анна Ахматова, Александр Бенуа.

Тема самая простая, и даже как-то нет темы. Жила молодая женщина в глубокой деревенской глуши, в убогой хуторской обстановке, и не было ей другой радости, другого эстетического наслаждения в зимние дни, отрывавшие её от всего мира, как видеть своё молодое весёлое лицо в зеркале, как видеть игру своих обнажённых рук с гребнем и с гривой волос…— писал о ней тогда Бенуа
В 1914 году Александр Бенуа получил заказ на роспись зала ресторана Казанского вокзала в Москве; к работе были привлечены Евгений Лансере, Борис Кустодиев, Мстислав Добужинский, Зинаида Серебрякова. Росписи ресторана развивали лейтмотив всего вокзала — аллегория на тему «Россия соединяет Европу и Азию». Серебрякова выполнила эскизы для серии панно «народы Востока»: Индия, Япония, Турция, Сиам были представлены в виде обнажённых одалисок. В это же время работала над так и не законченной картиной на тему славянской мифологии.

### Революция
Октябрьскую революцию встретила в родном имении Нескучном. В декабре 1917 года, в связи с начавшимися грабежами семей помещиков, семья Серебряковых переехала в Змиёв, затем, в начале 1918 года, в Харьков, где 21 марта 1919 года на съёмной квартире в доме № 25 по Конторской улице умер от сыпного тифа муж Зинаиды Борис. Серебрякова осталась с четырьмя детьми и больной матерью без средств к существованию. В ноябре 1919 года семейное имение Серебряковых было разграблено и сожжено. Из-за отсутствия масляных красок Зинаиде пришлось перейти на уголь и карандаш. В этот период были созданы одни из самых известных групповых портретов детей Серебряковой — «На террасе в Харькове» и «Карточный домик».
Серебрякова отказалась перейти на популярный в первые послереволюционные годы футуристический стиль или рисовать портреты комиссаров. Она нашла работу в Харьковском археологическом музее, где выполняла карандашные наброски экспонатов. В декабре 1920 года Серебряковы переехали в Петроград. Первые месяцы после переезда семья жила на Лахтинской улице, на Петроградской стороне, в квартире своих харьковских друзей Б. С. и Р. А. Басковых, а затем — в своей «дореволюционной» квартире на 1-й линии Васильевского острова. Весной 1921 года с матерью и детьми перебралась в «фамильный дом» № 15 на улице Глинки. В эту квартиру поселили «на уплотнение» артистов театра МХАТ. В последующие годы много рисовала на темы из театральной жизни. В 1924 году 14 её работ с успехом демонстрировались на выставке в Нью-Йорке. Особый интерес у публики вызвала картина «Спящая девочка на красном одеяле» (1923).

### Париж
Осенью 1924 года поехала в Париж, получив заказ на большое декоративное панно. Вернуться ей не удалось, и она оказалась оторванной от Родины и детей (двух детей — Александра и Екатерину — удалось переправить за границу). Проживала в это время по Нансеновскому паспорту и в 1947 году получила французское гражданство.
В 1928—1929 и 1932 годах ездила в Марокко. Там рисовала Атласские горы, арабских женщин, африканцев в ярких тюрбанах. Ею также был написан цикл картин, посвящённый рыбакам Бретани.

### Хрущёвская оттепель
Во времена хрущёвской оттепели власти СССР разрешили контакты с Серебряковой. В 1960 году, после 36 лет разлуки, её посетила дочь Татьяна (Тата), ставшая театральной художницей во МХАТе. В 1966 году большие выставки работ Серебряковой были показаны в Москве, Ленинграде и Киеве. Она стала популярной в СССР, её альбомы печатались миллионными тиражами, а картины сравнивали с Боттичелли и Ренуаром.
19 сентября 1967 года скончалась в Париже в возрасте 82 лет после кровоизлияния в мозг. Похоронена на кладбище Сент-Женевьев-де-Буа.

## Память
- В СССР и России были выпущены почтовые марки, посвящённые Серебряковой.
- К 130-летию художницы Третьяковская галерея подготовила выставку работ Серебряковой, относящихся к периоду её творчества за границей.
- В 2008 году в серии «Жизнь замечательных людей» издательства «Молодая гвардия» вышла книга Аллы Русаковой «Зинаида Серебрякова»[23].
- В 2013 году был снят фильм «Мир искусства Зинаиды Серебряковой», который транслировался на телеканале «Культура»[24][25].

Почтовые марки СССР и России
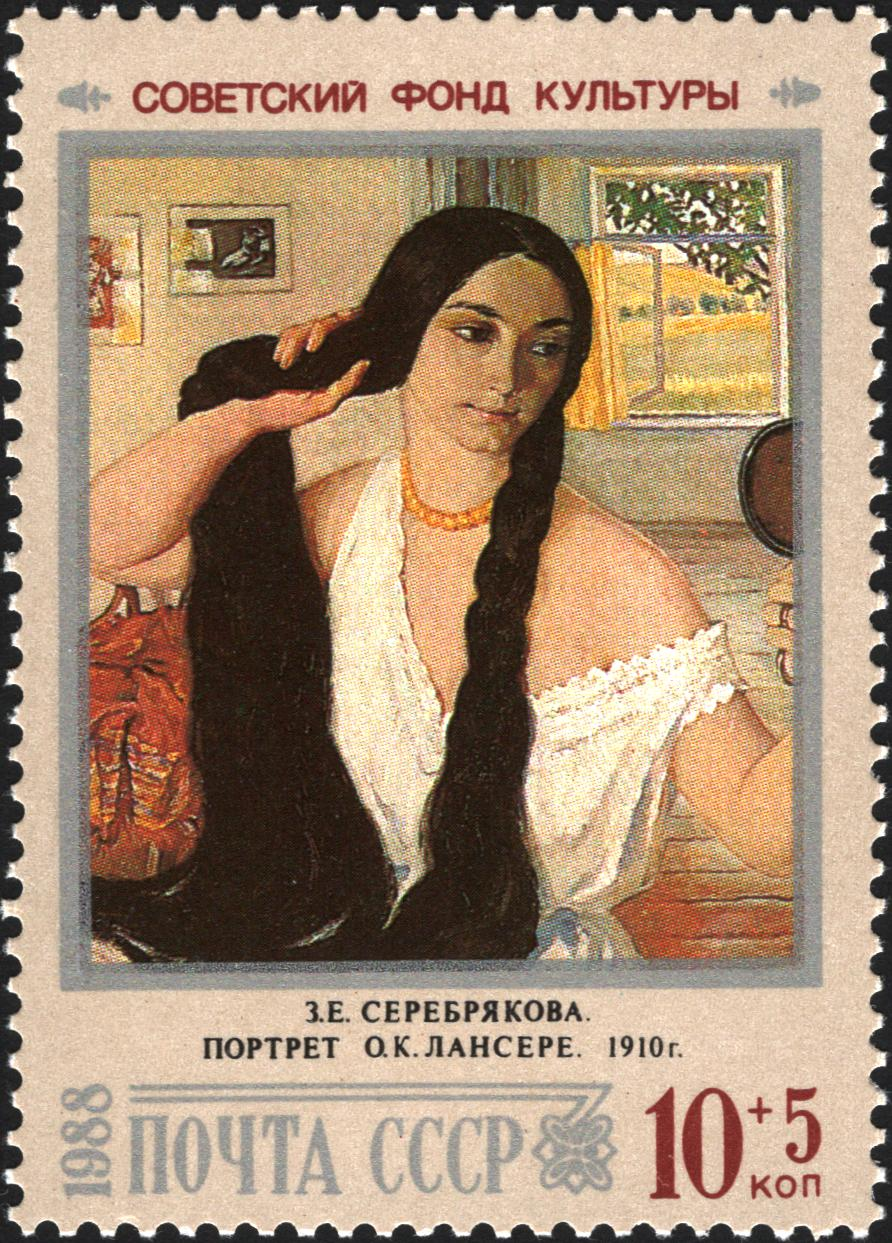
Портрет О. К. Лансере, 1910 (вып. 1988)
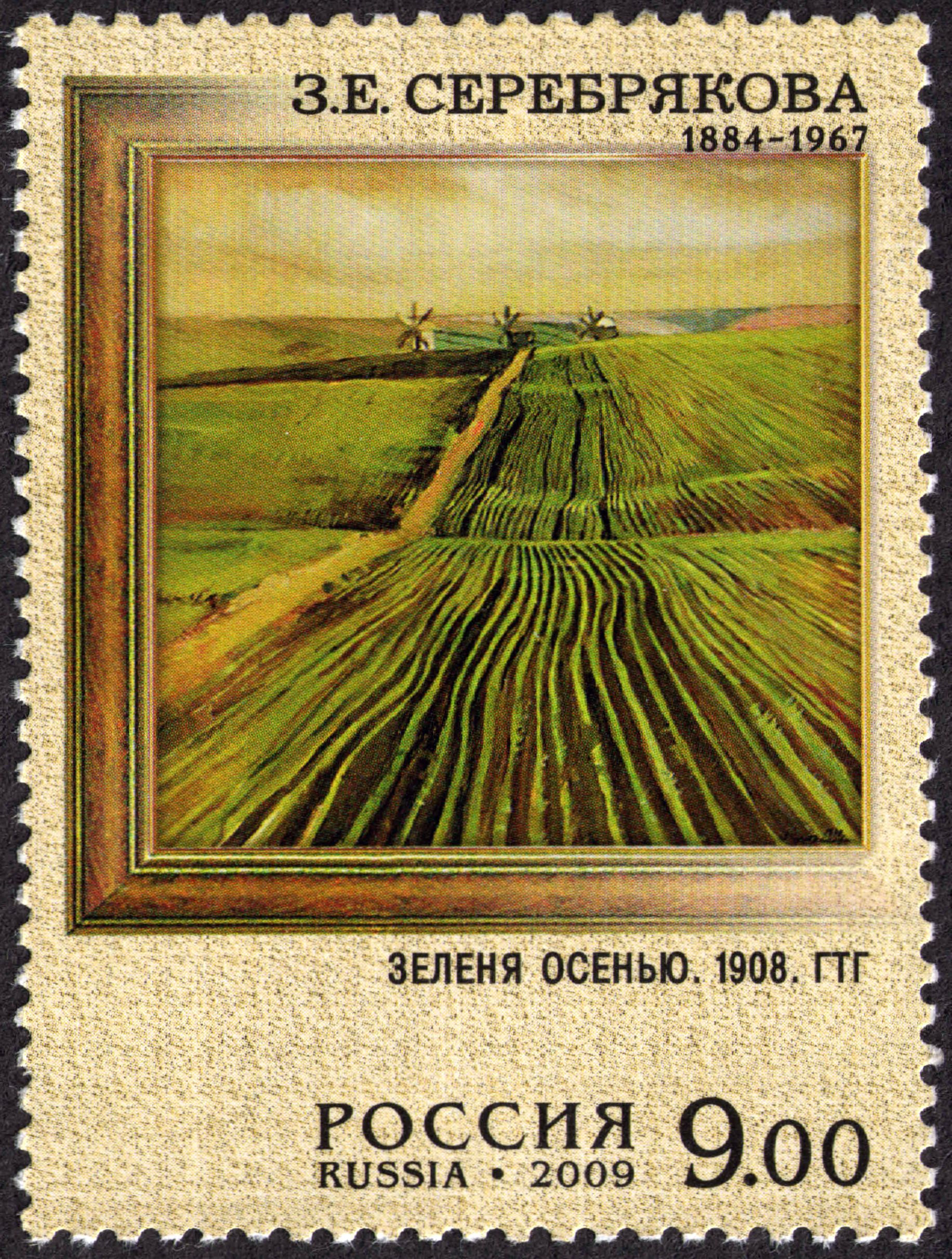
Зеленя осенью, 1908. ГТГ (вып. 2009)
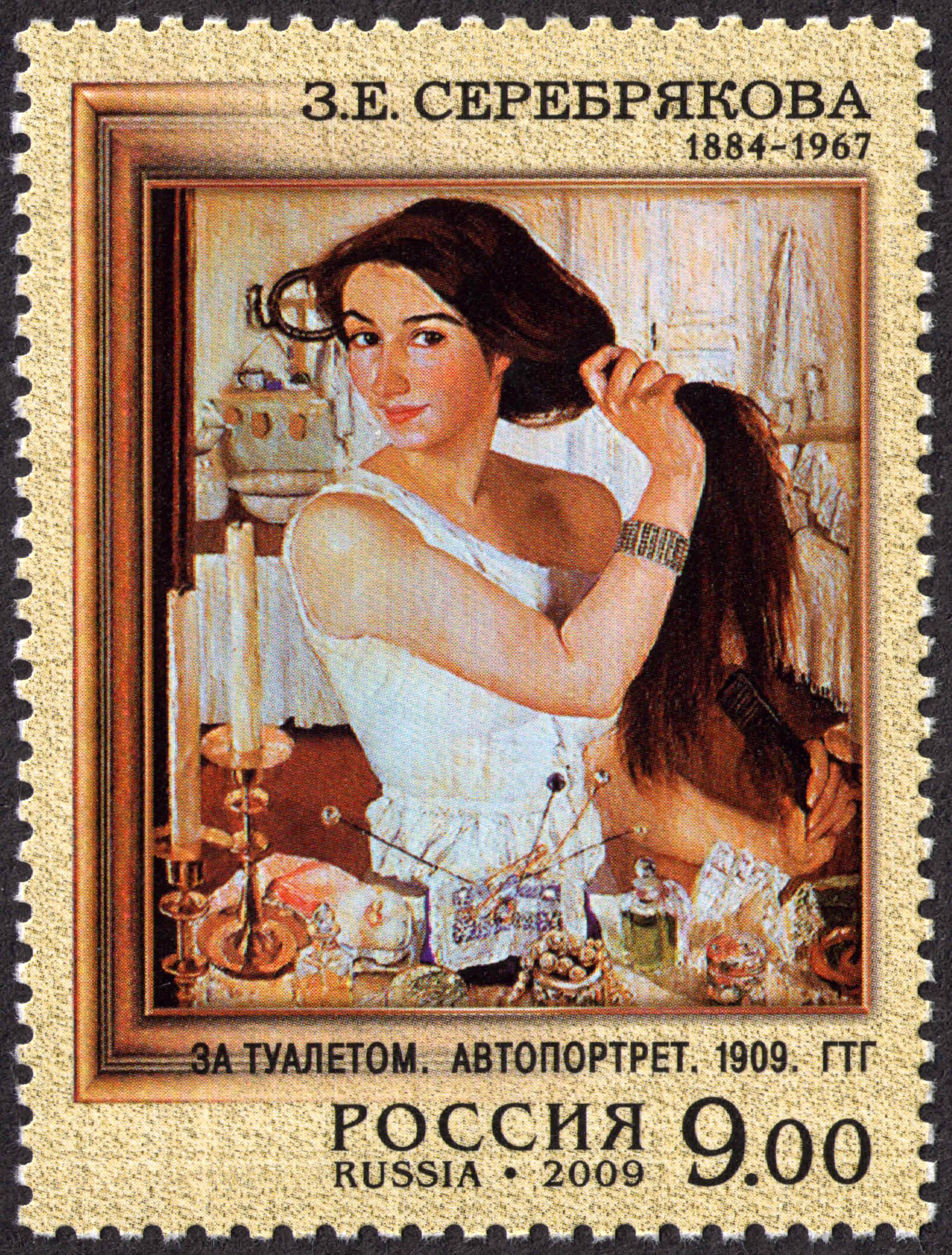
За туалетом. Автопортрет, 1909. ГТГ (вып. 2009)